# Бронебійно-запалювальний снаряд
Бронебійно-запалювальний снаряд (БЗ) — різновид бронебійного снаряда, що використовується для ураження броньованих цілей (танків, самохідних артилерійських установок, бойових машин піхоти, бронетранспортерів, кораблів тощо) та ураження живої сили дією запалювальних речовин.
Бронебійно-запалювальні артилерійські снаряди споряджаються термітно-запалювальним складом, фосфором та іншим речовинами, що легко спалахують при ураженні бойової броньованої техніки. Уражаюча дія снаряда заснована на використанні подвійного ефекту ураження військової техніки: на першому етапі — пробиття броньованого прошарку бронетехніки потужним броньованим снарядом й на другому етапі — ураження живої сили (екіпажу бойової машини, десанту, тощо) та внутрішнього обладнання бронетехніки дією запалювальної складової, яка призводить до спалаху матеріалів всередині техніки або укриття. Водночас, у порівнянні з бронебійним та запалювальним снарядами, ці снаряди значно поступалися у характеристиках щодо пробиття броні та запалення матеріалів.
Різновид бронебійно-запалювального снаряда, що оснащувався трасером, назвався бронебійно-запалювально-трасувальний снаряд (БЗТ).